# Fimmvörðuháls

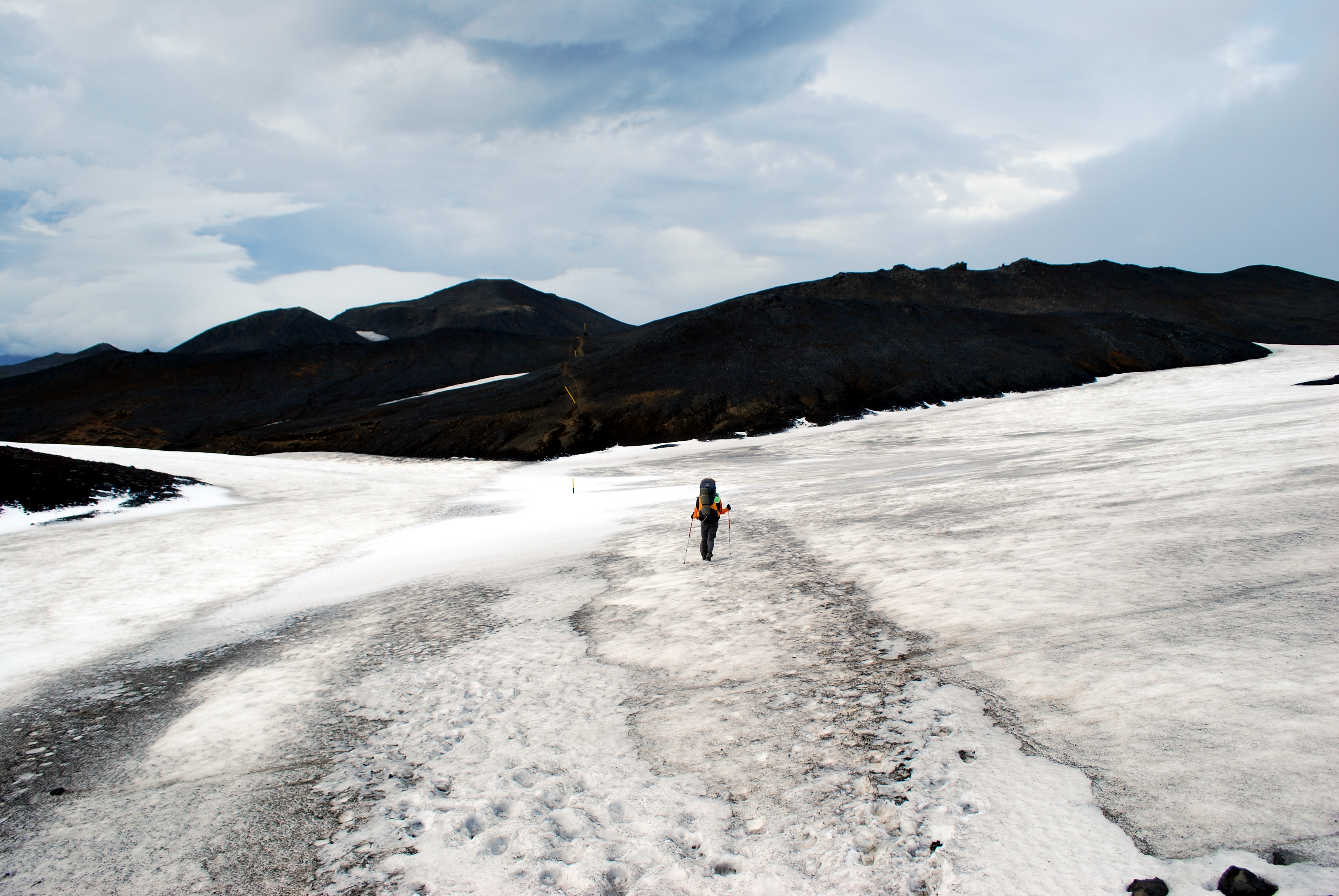
Auf dem Fimmvörðuháls

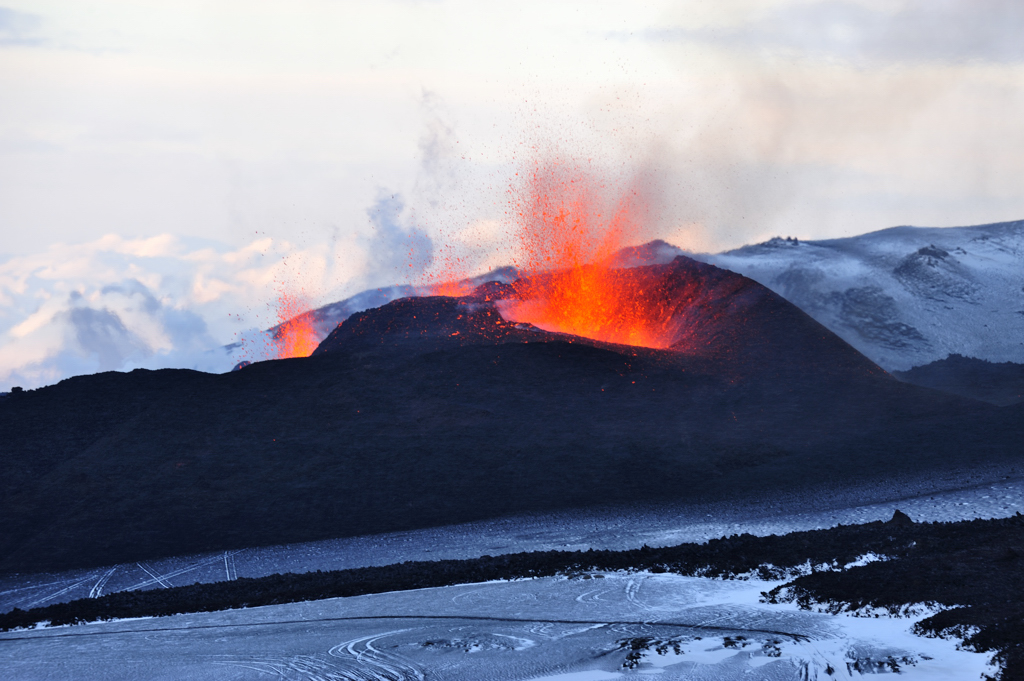
Eruption am Fimmvörðuháls 2010

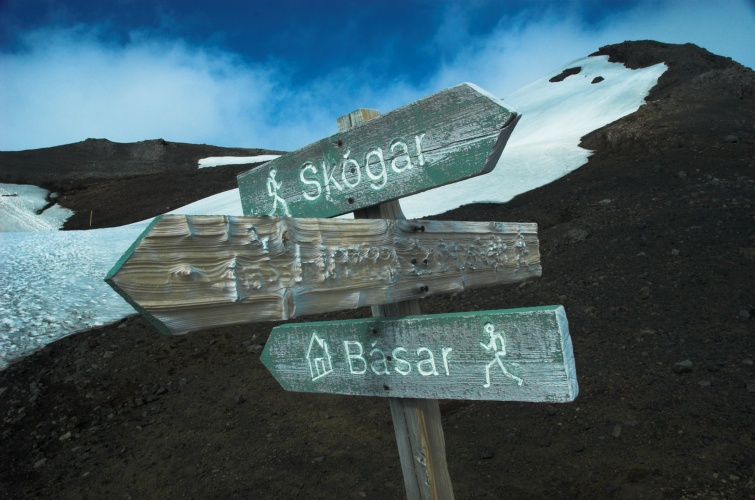
Fimmvörðuháls

Fimmvörðuháls ([ˈfimːˌvœrðʏˌhauls]) ist eine Hochebene im Süden Islands.
Sie liegt zwischen den Gletschern Eyjafjallajökull im Westen und Mýrdalsjökull im Osten. Nach Norden zu grenzt der Fimmvörðuháls an die Þórsmörk, nach Süden an die Skógarheiði.

## Name
Der Name bedeutet zu Deutsch Hals der fünf Steinmänner.
Im Buch Þórsmörk. Land og saga des Leiters des Skógar-Museums, Þórður Tómasson, gibt es ein Kapitel zum herbstlichen Schafabtrieb aus dem Hochland. Dort wird geschildert, dass, obwohl der vielgenutzte Weg über den Pass zwischen den Gletschern sehr beliebt war, dessen Kennzeichnung doch zu wünschen übrig ließ, abgesehen von den fünf dicht beisammenstehenden Steinmännern auf der Passhöhe. Diese standen so dicht beisammen, um Leuten bei Nebel den Weg zu weisen, da hier immer die Gefahr besteht, sich auf die Gletscher selbst zu verirren und so in Gefahr zu geraten.

## Geologische Beschreibung des Fimmvörðuháls

### Lage des Fimmvörðuháls
Der Fimmvörðuháls gehört zur aktiven östlichen Vulkanzone Islands, die sich von den Westmännerinseln über Eyjafjalla- und Mýrdalsjökull bis hinauf in den Vatnajökull und zu den Grímsvötn zieht. Diese Vulkanzone ist ihrerseits aufgeteilt in mehrere Vulkansysteme mit ihren Spaltenschwärmen und Zentralvulkanen, wobei das des Mýrdalsjökull nach Norden fast an die Grímsvötn heranreicht.
Der 1116 m hohe Pass Fimmvörðuháls liegt direkt zwischen den beiden Vulkanen Eyjafjallajökull und Katla im Mýrdalsjökull, die sich jeweils im Westen bzw. im Osten von ihm befinden. Querverlaufende Spalten verbinden auf dem Fimmvörðuháls die beiden Gletschervulkane.
In der Neuzeit waren Grímsvötn, Hekla und Mýrdalsjökull die aktivsten Vulkansysteme Islands. In diesen Systemen kamen sowohl enorme effusive als auch explosive Eruptionen vor.
Der Eyjafjallajökull produziert Material von anderer chemischer Zusammensetzung als das Material des Mýrdalsjökull und wird daher gewöhnlich nicht diesem System zugerechnet. Trotzdem besteht zwischen beiden offensichtlich eine Verbindung, da die wenigen Ausbrüche des Eyjafjallajökull in den letzten 1000 Jahren immer auch Ausbrüche im Mýrdalsjökull zur Folge hatten.

### Die Kraterreihen
Auf dem Pass Fimmvörðuháls liegen zahlreiche Kraterreihen und Palagonitrücken parallel zueinander. Sie sind ungewöhnlicherweise von Westen nach Osten ausgerichtet und verbinden damit die Systeme des Eyjafjallajökull und Mýrdalsjökull.
Die Gegend war in den Kaltzeiten der Eiszeit bis vor ca. 11.000 Jahren von einem Gletscher bedeckt. Das Alter der Krater war etwas umstritten, einige Wissenschaftler nahmen an, dass die Kraterreihen aus Warmzeiten der Eiszeit stammen. Die Tatsache, dass die Schlackenkegel auf dem Fimmvörðuháls kaum Gletscherschliff zeigen, weist hingegen darauf hin, dass sie danach entstanden sind. Andererseits befinden sich im Süden des Fimmvörðuháls auch einige Rücken, die aus Palagonit bestehen und damit unter Gletschern entstanden sind.
Von den insgesamt etwa 10–12 Ausbruchsstellen auf dem Fimmvörðuháls sind etwa 6–8 nach der Eiszeit aktiv gewesen.
Die Hänge südlich des Fimmvörðuháls sind bedeckt von Basaltlagen, die aus der letzten Warmzeit stammen.

### Ausbruchsgeschichte
Der Fimmvörðuháls ist geprägt von Vulkanausbrüchen. Mindestens 6 – 8 davon können nach der Eiszeit nachgewiesen werden.

### Ausbruch 2010
Seit März 2010 war auf dem Fimmvörðuháls ein neuerlicher Vulkanausbruch im Gange, der aufgrund chemischer Analysen der ausgeworfenen Materialien dem System des Eyjafjallajökull zugerechnet wird. Der Ausbruch begann am 20. März kurz vor Mitternacht. Entlang einer mehrere hundert Meter langen Eruptionsspalte trat bis zum 8. April 2010 Lava aus und floss hauptsächlich in Richtung Nordosten. Ein Lavastrom floss in die Schlucht Hrunagil. Am 31. März 2010 öffnete sich nordwestlich der ersten Eruptionsspalte eine zweite, ebenfalls mehrere hundert Meter lange Spalte. Die Lava floss in Richtung der Schlucht Hvannárgil ab. Am 12. April kam die Eruption im Bereich des Fimmvörðuháls zum Erliegen.
Die beiden Vulkankegel haben die Namen Magni (82 m Höhe) und Móði (47 m Höhe) erhalten, nach zwei Söhnen des Gottes Thor.

## Wanderweg Skógar–Þórsmörk
Über den Fimmvörðuháls führt ein bekannter Wanderweg von Skógar nach Þórsmörk. Die Wanderstrecke ist 26 Kilometer lang und erreicht eine Höhe von über 1000 Metern.

### Fotos und Videos
- Bilder und Videos zum Ausbruch 2010
- Panoramaaufnahme vom Ausbruch im März 2010
- Panoramafotos vom Ausbruch 2010
- Panoramafoto Juli 2010
- Islandtrekkingblog Fimmvörðuháls Fotos 2016

### Andere
- Zusammenfassung zur Geologie mit Landkarte, die u. a. die neuesten Ausbruchsstellen zeigt (isländisch)

Koordinaten: 63° 37′ 52,9″ N, 19° 26′ 50,1″ W